# Anabolické okno
Anabolické okno (někdy též metabolické okno nebo proteinové okno) je termín používaný při silovém tréninku k popisu asi 30minutové periody po cvičení, během níž podle mytických představ tělo může přejít z katabolického do anabolického stavu. Konkrétně příjem bílkovin a sacharidů může přispět ke zvýšení svalové hmoty.
Někteří teoretici se domnívají, že anabolické okno se začíná uzavírat během několika minut po skončení tréninku, a proto stejný objem živin přijatý o dvě hodiny později má za následek významné snížení syntézy bílkovin a ukládání svalového glykogenu oproti příjmu v období anabolického okna.
Hypotéza metabolického okna se převážně opírá o předpoklad, že je cvičení vykonáváno ve stavu přerušovaného půstu, lačnění (ang. fasting). Za této podmínky by příjem živin (ideálně kombinace proteinů a sacharidů) okamžitě po fyzickém výkonu dával smysl; příjem živin podpoří protosyntézu a redukuje proteolýzu. Tato strategie by v dlouhodobém horizontu mohla vést k pozitivnímu přírůstku svalové hmoty. Protože půst není výchozím stavem cvičících a kvůli nedostatku důkazů ve prospěch této hypotézy, pravděpodobně není hypotéza anabolického okna důvěryhodná.

## Příbuzná témata
- Anaerobní cvičení
- Kulturistika
- Powerlifting